# ایندیاناپلیس
ایندیاناپلیس (به انگلیسی: Indianapolis) مرکز ایالت ایندیانا در ایالات متحده آمریکا است. ایندیاناپلیس دومین شهر پرجمعیت در غرب میانه آمریکا پس از شیکاگو و چهاردهمین شهر بزرگ (جمعیتی) در ایالات متحده می‌باشد. ایندیاناپلیس جزو ۳۴ منطقه آماری پرجمعیت در ایالات متحده با رتبه آماری ۲۶ می‌باشد که ۲/۴ میلیون نفر جمعیت دارد. این شهرستان ۳۷۲ مایل مربع (۹۶۰ کیلومتر مربع) را پوشش می‌دهد که باعث شده در رتبه شانزدهمین شهرستان (از نظر مساحت) ایالات متحده آمریکا قرار بگیرد.

## ورزش
تیم‌های ایندیانا پیسرز و ایندیاناپلیس کولتز در این شهر قرار دارند.

## مراکز دانشگاهی
- دانشگاه ایندیاناپلیس

## شهرهای خواهرخوانده
- کامپیناس - برزیل
- کلن - آلمان
- نورث‌همپتون - بریتانیا
- هانگژو - چین
- حیدرآباد - هند
- مونتزا - ایتالیا
- پیران - اسلوونی
- تایپه - تایوان

## نگارخانه

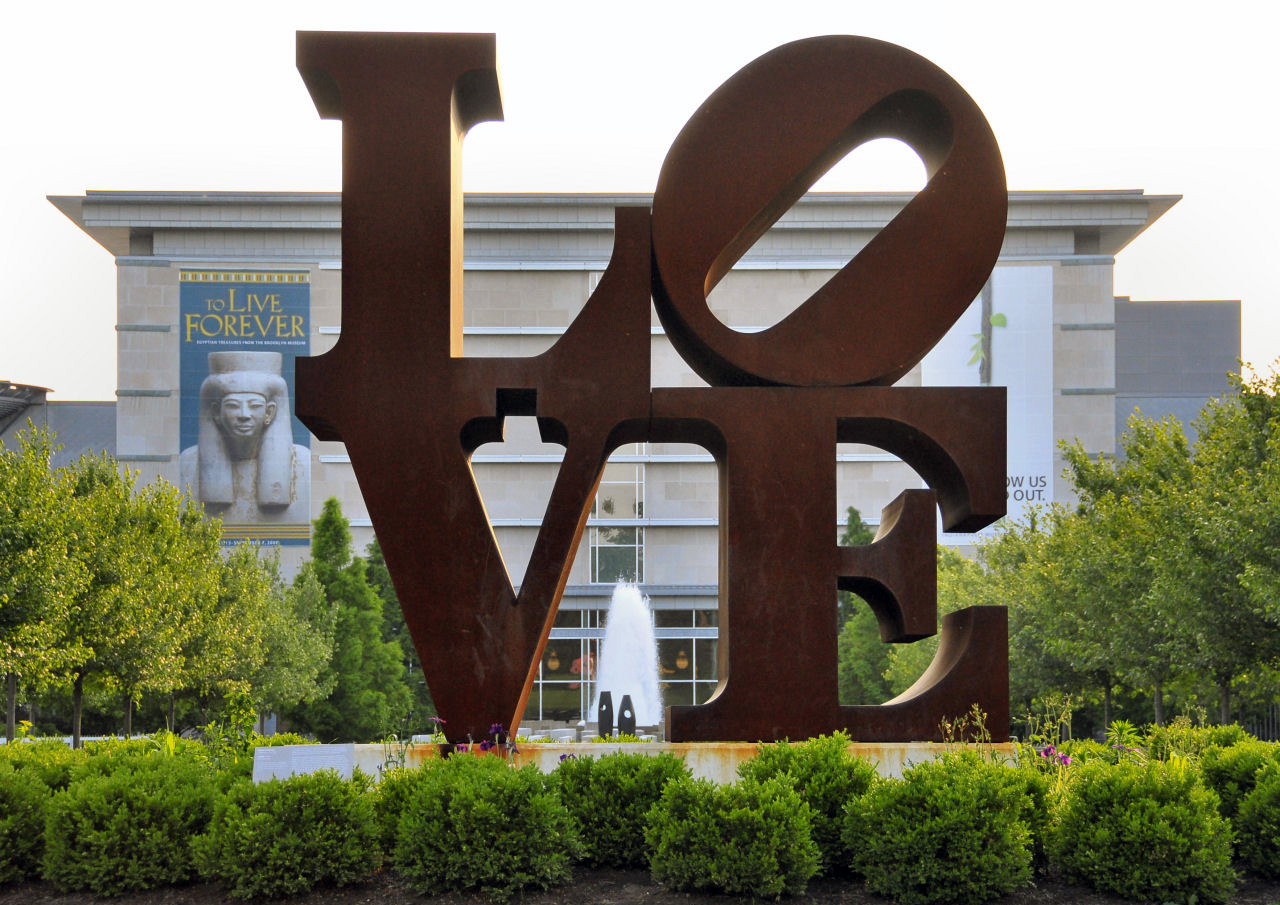
موزه هنر ایندیاناپولیس
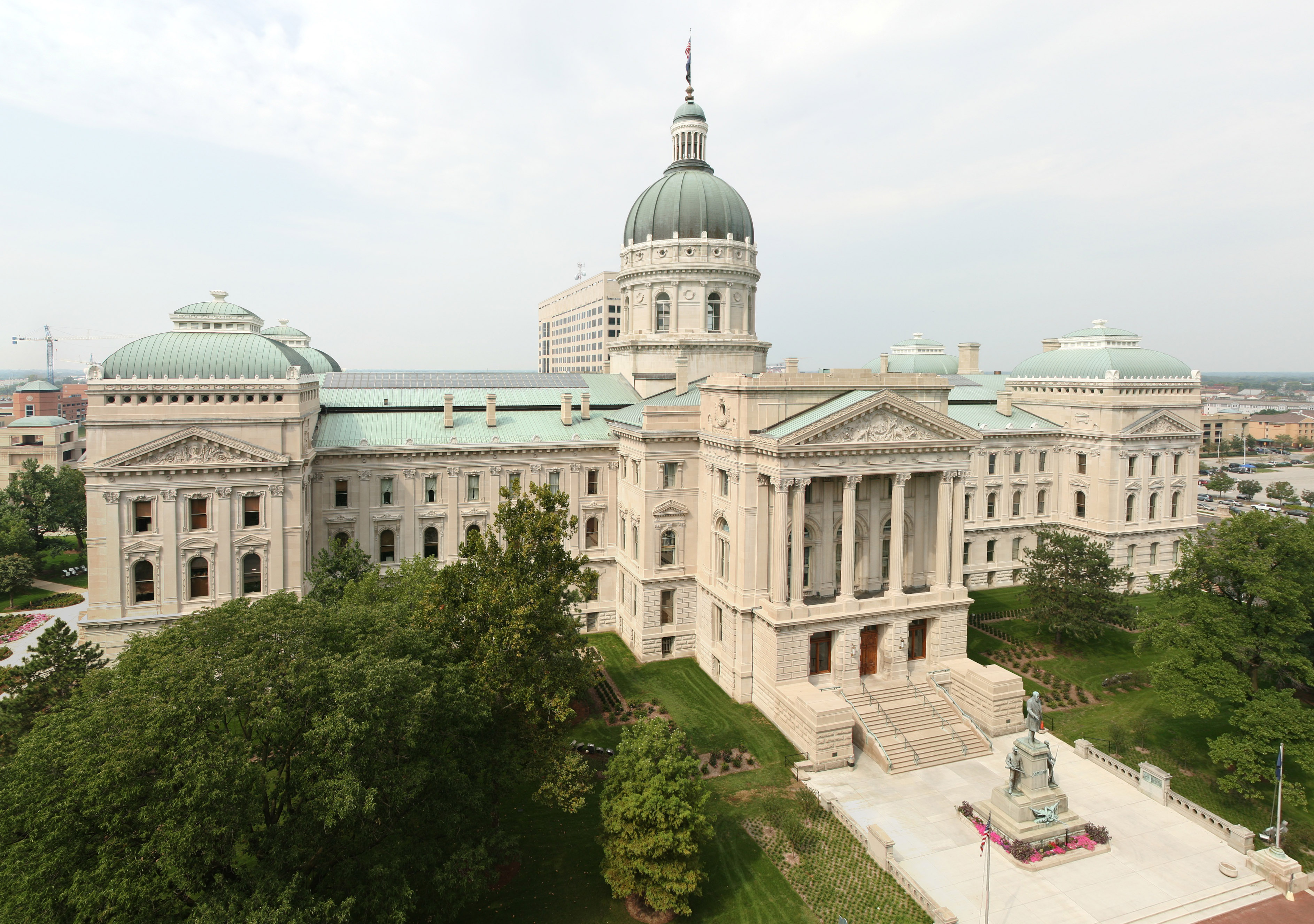
نمایی از پارلمان ایالتی ایندیانا

## جستارهای ویژه
- فرودگاه بین‌المللی ایندیاناپلیس